# Peter Amelung
Peter Amelung (* 21. Mai 1934 in Stuttgart; † 27. Dezember 2020 ebenda) war ein deutscher Bibliothekar und Buchwissenschaftler.

## Leben und Wirken
Peter Amelung studierte Romanistik, Anglistik, Lateinische Philologie des Mittelalters und Kunstgeschichte an der Universität München und legte dort 1958 das Staatsexamen ab. Die Promotion erfolgte 1975. Seine bibliothekarische Laufbahn begann 1960 mit dem Bibliotheksreferendariat an der Württembergischen Landesbibliothek Stuttgart, 1962 legte er am Bibliothekar-Lehrinstitut des Landes Nordrhein-Westfalen in Köln die Laufbahnprüfung für den höheren Bibliotheksdienst ab. Von 1962 bis zu seinem Eintritt in den Ruhestand 1995 war er an der Württembergischen Landesbibliothek in Stuttgart tätig, seit 1988 als Bibliotheksdirektor. Er betreute dort die umfangreiche Inkunabelsammlung und war Leiter der Abteilung für Alte und Wertvolle Drucke, außerdem Fachreferent für das Buchwesen.
Amelung machte sich durch Forschungen und Veröffentlichungen vor allem auf dem Gebiet der Inkunabel- und Einbandforschung einen Namen und zeichnete für zahlreiche Ausstellungen der Württembergischen Landesbibliothek verantwortlich.

## Schriften (Auswahl)
- Anmerkungen zur Göttlichen Komödie von Dante Alighieri. Winkler-Verlag München 1957. S. 478–548 [Übersetzung von Wilhelm Gustav Hertz].
- Das Bild des Deutschen in der Literatur der italienischen Renaissance (1400–1559) (= Münchner romanistische Arbeiten, Bd. 20). Hueber, München 1964 (= Dissertation, Universität München).
- Konrad Dinckmut, der Drucker des Ulmer Terenz. Kommentar zum Faksimiledruck 1970. Verlag Bibliophile Drucke, Dietikon 1972.
- Reuchlin und die Drucker seiner Zeit. In: Schwäbische Heimat, Jg. 23 (1972), S. 168–177.
- Neuere deutschsprachige Literatur zur Inkunabelkunde. In: Zeitschrift für Bibliothekswesen und Bibliographie, Bd. 20 (1973), S. 210–244.
- Katalog der Inkunabeln der Stadtbücherei Reutlingen. Harwalik, Reutlingen 1976.
- Das ist der teutsch kalender mit den figure[n]. Gedr. zu Ulm im Jahre 1498 von Johannes Schäffler. Kommentar zum Faksimile-Druck. Verlag Bibliophile Drucke, Dietikon 1978, ISBN 3-85577-138-3.
- Der Frühdruck im deutschen Südwesten. Bd. 1: Ulm. Württembergische Landesbibliothek, Stuttgart 1979, ISBN 3-7772-7929-3.
- (Mitarb.): Deutsche Bibeldrucke 1466–1600 (= Die Bibelsammlung der Württembergischen Landesbibliothek, Abt. 2, Bd. 1). Frommann-Holzboog, Stuttgart 1987, ISBN 3-7728-0851-4.
- (Mitarb.): Deutsche Bibeldrucke 1601–1800 (= Die Bibelsammlung der Württembergischen Landesbibliothek, Abt. 2, Bd. 2). Frommann-Holzboog, Stuttgart 1993, ISBN 3-7728-1542-1.
- Der Ulmer Aesop von 1476/77. Aesops Leben und Fabeln sowie Fabeln und Schwänke anderer Herkunft. Kommentar. Ed. Libri Illustri, Ludwigsburg 1995, ISBN 3-927506-03-6.
- (Mitarb.): 200 Jahre Müller & Gräff. Ein Unternehmen im Spiegel der Wirtschafts- und Buchhandelsgeschichte. Müller & Gräff, Stuttgart 2002.
- Schwäbische Drucker und Verleger. Der Buchdruck in den schwäbischen Kernlanden vom 15. bis ins 18. Jahrhundert. In: Ulrich Gaier u. a.: Schwabenspiegel.  Literatur vom Neckar bis zum Bodensee 1000 - 1800. Bd. 2: Aufsätze. Oberschwäbische Elektrizitätswerke, Ulm 2003, S. 507–551, ISBN 3-937184-01-5.
- Kommentar zum Nachdruck von Thomas Lirer, Schwäbische Chronik. Ed. Leipzig, Leipzig 2005, ISBN 3-361-00600-7.